# 松村讓裕
松村讓裕（まつむらよしやす、1967年（昭和42年）6月9日 - ）は、日本の実業家。秋田県旅館ホテル生活衛生同業組合理事長、北朝鮮に拉致された日本人を救出する秋田の会（救う会秋田）代表。

## 来歴

### 生い立ち
東京都中央区日本橋で銭湯と天ぷら店を経営する家系の長男（男1人、女4人）として神奈川県横須賀市に生まれる。清泉小学校（鎌倉市）、早稲田実業中学校・高等学校を経て、1986年（昭和61年）、早稲田大学商学部入学。卒業後、松下電器産業（現・パナソニック）に入社。
父親が経営する会社がバブル崩壊の煽りを受けて巨額の債務を抱えたことから、1993年（平成5年）、再建のため同社に入社。同社が経営するユーランドホテル八橋（秋田市）の再建を手掛ける。現在、株式会社村幸（東京都中央区）、株式会社松村コーポレーション（同北区）、株式会社ユーランドホテル八橋（秋田県秋田市）の代表取締役社長。2009年（平成21年）5月、全国最年少の41歳（当時）で秋田県旅館ホテル生活衛生同業組合の理事長（秋田支部）に就任。

## 活動

### 秋田青年会議所
1993年（平成5年）10月、公益社団法人秋田青年会議所に入会。2004年（平成16年）、理事長に就任。日本青年会議所にも出向し、憲法問題、日米地位協定、マスメディア偏向報道問題、近現代史教育などがテーマの同会議所委員会で日本国が抱える諸問題を学ぶ。

### 救う会秋田（北朝鮮に拉致された日本人を救出する秋田の会）
2004年（平成16年）、秋田で講演活動を行った拉致被害者・横田めぐみの両親である横田滋・早紀江夫妻に出会ったことをきっかけに、「救う会秋田」代表として活動を本格化。「近現代への歴史認識や国際社会における安全保障」に対する考え方が拉致問題の進展を送らせている原因であるとし、日本人が国家観を取り戻すため活動として取り組む。

### 秋田県旅館ホテル生活衛生同業組合
2009年（平成21年）5月、理事長に就任。41歳（当時）は全国最年少。観光産業振興のほか、東日本大震災の被災者受け入れ活動や東京電力に対する風評被害賠償交渉などに取り組む。

### 選挙活動
2013年（平成25年）、第23回参議院議員通常選挙に日本維新の会の比例区から立候補し、落選。

## 主な役職
- 株式会社ユーランドホテル八橋・代表取締役社長
- 株式会社村幸・代表取締役社長
- 株式会社松村コーポレーション・代表取締役社長
- 秋田県旅館ホテル生活衛生同業組合・理事長
- 東京都旅館ホテル生活衛生同業組合北区・副支部長
- 全国旅館ホテル生活衛生同業組合連合会・常務理事
- 秋田県観光連盟・理事
- 秋田商工会議所・議員・観光飲料部会副部会長
- 秋田市B級グルメ・秋田かやき協議会・副会長
- 秋田市竿燈まつり実行委員会・理事
- 公益社団法人日本サウナ・スパ協会・理事（東北支部会長）
- 北朝鮮に拉致された日本人を救出する秋田の会・代表
- 北朝鮮に拉致された日本人を救出するための全国協議会・幹事
- 特定失踪者問題調査会を支援する会・事務局長
- 頑張れ日本！秋田応援団・幹事長（保守系団体）
- 秋田ノーザンブレッツ・副理事長（社会人ラグビーチーム）
- 秋田潟上リトルシニア・顧問（小学生・中学生の硬式野球チーム）
- 早稲田大学校友会・代議員
- 早稲田大学商学部OB会稲龍会・理事
- 公益社団法人秋田青年会議所・平成16年度理事長（2004年）
- 日本放送協会東北放送番組審議委員（2006年（平成18年）6月〜2008年（平成20年）5月）
- 秋田県野球連盟・理事（2009年（平成21年）3月まで）／　1991年（平成3年）から社会人硬式野球クラブチーム「ユーランドクラブ」を運営。2009年（平成21年）2月休部
- NPO法人イーストベガス推進協議会・役員（2011年（平成23年）3月まで）
- 港商友会・平成24年度副会長（2012年）／秋田市土崎地区の若手経済人組織）
- 秋田県育英会評議員（2004年（平成16年）4月〜2013年（平成25年）3月）
- 秋田県総合政策審議会・委員（2013年（平成25年）6月まで）